# بدلکار (فیلم برایان دی پالما)
بدلکار (به انگلیسی: Body Double) یک فیلم آمریکایی دلهره‌آور اروتیک نئو-نوآر محصول سال ۱۹۸۴، به نویسندگی، کارگردانی و تهیه‌کنندگی برایان دی پالما است. در این فیلم بازیگرانی چون کریگ واسون، گرگ هنری و ملانی گریفیث به ایفای نقش پرداخته‌اند. موسیقی آن توسط پینو دوناجو ساخته شده‌است.
بدلکار ادای احترام مستقیمی به فیلم‌های دهه ۱۹۵۰ آلفرد هیچکاک به ویژه پنجره عقبی، سرگیجه و ام را به نشانه مرگ بگیر است و خط سیر و موضوع داستان (مانند تماشاگری جنسی) را با الهام از دو فیلم اول ایجاد کرده‌است.
بدلکار در زمان اکران، موفقیت اندکی در گیشه داشت و انتقادات متضادی را دریافت کرد. متعاقباً، شرایط آن بهبود یافت و این فیلم در حال حاضر به‌عنوان یک فیلم کالت در نظر گرفته می‌شود.

## بازیگران
- کریگ واسون در نقش جیک اسکالی
- گرگ هنری در نقش سم بوشار
- ملانی گریفیث در نقش هالی بادی
- دبورا شلتن در نقش گلوریا رِوِل
- گای بوید در نقش کارآگاه جیم مک‌لین
- دنیس فرانز در نقش روبین
- دیوید هسکل در نقش ویل
- ال ایزرائیل در نقش کورسو
- داگلاس وارهیت در نقش فروشنده ویدئو
- بی.جی. جونز در نقش داگلاس
- راس مارین در نقش فرانک
- لین دیویس در نقش بیلی
- باربارا کرامپتون در نقش کارول
- لری «فلش» جنکینز در نقش دستیار کارگردان
- مونتی لندیس در نقش سید گلدبرگ
- اسلاویتزا جووان در نقش زن فروشنده
- راب پالسن در نقش فیلمبردار

## تولید
پس از موفقیت صورت‌زخمی، کمپانی کلمبیا قراردادی که شامل ساخت سه فیلم بود را به دی پالما پیشنهاد داد که بادی دابل اولین آنها بود. استقبال از این فیلم به گونه‌ای بود که کلمبیا تصمیم گرفت که دو فیلم دیگر را نسازد. کارگردان آن را بلافاصله پس از صورت‌زخمی ساخت. او گفت «به کار کردن علاقه‌مندم».
دی پالما برای فیلم صورت‌زخمی متحمل نزاع با هیئت سانسور شده بود. هیئت آن فیلم را در رده X درجه‌بندی کرد و او باید تقلا می‌کرد تا درجه را به R کاهش دهد. در آن زمان گفت «به آنها نشان خواهم داد.» «می‌خواهم هر چیزی که از آن نفرت دارند و بیشتر از آن چیزی که تا به حال دیده‌اند را به آنها ارائه دهم. آنها فکر می‌کنند که صورت‌زخمی خشن بوده؟ فکر می‌کنند که سایر فیلم‌هایم اروتیک است؟ صبر کنید تا بادی دابل را ببینند.»

## تقدیرها
| جایزه                     | رده                       | موضوع           | نتیجه      |
| ------------------------- | ------------------------- | --------------- | ---------- |
| جایزه گلدن گلوب           | بهترین بازیگر نقش مکمل زن | ملانی گریفیث    | نامزدشده   |
| انجمن ملی منتقدان فیلم    | بهترین بازیگر نقش مکمل زن | ملانی گریفیث    | برنده      |
| حلقه منتقدان فیلم نیویورک | بهترین بازیگر نقش مکمل زن | ملانی گریفیث    | جایگاه دوم |
| جایزه تمشک طلایی          | بدترین کارگردان           | برایان دی پالما | نامزدشده   |